# Jyddö
Jyddö är en by i Föglö kommun på Åland med 13 invånare (2023). Den ligger i den del av kommunen som kallas Vargskär och hörde fram till 2006 till Föglö församling, därefter till Ålands södra skärgårdsförsamling.

## Geografi
Jyddö gränsar mot byarna Överö och Ulversö i norr, Bänö och Brändö i öster, Finholma och Horsholma i söder samt Nötö i väster. Den gamla bebyggelsen ligger på ön Jyddö, som numera genom landhöjningen har växt samman med Jyddö ön (i byn kallad enbart Ön), en större grannö i söder. Till byn hör också omgivande vatten och ett antal holmar och skär. Fritidsbebyggelse finns på Jyddö ön och på Delholm.
I Jyddö finns samlingslokalen Vargskärsgården och dansbanan Lillängö.
Jyddö har förbindelse med övriga Föglö söderut via Embarsundsfärjan över Embarsundsleden.

## Bebyggelsen
När kulturmiljöinventeringen gjordes på 1990-talet ansågs bebyggelsen i Jyddö vara i stort sett bevarad i tidstypiskt skick. De omkringliggande kulturmarkerna sågs som ett värdefullt komplement till bebyggelsen. De tre gårdarna, Norrgård, Västergård och Östergård, låg samlade öster om landsvägen. Två av manbyggnaderna (Norrgård och Östergård) var rödmålade parstugor från andra hälften av 1800-talet. Området kring gårdarna utgjordes av omväxlande betes- och odlingsmarker med den för Vargskär typiska karaktären: stort inslag av ek, ask och hassel i lundar och lövängar.

## Historia
Liksom resten av Ålands skärgård befolkades Jyddö under medeltiden. Om den äldre historien vet vi inte mer än vad ortnamnet avslöjar: att ön en gång i tiden togs i besittning av en person med namnet Jodde.  Namnet Jodde var ovanligt på medeltiden, men är belagt på 1300-talet i Uppland, Västmanland och Småland liksom i Tavastland. Det är förmodligen en kortform av namn som börjar på Jo- eller Jor- (kanske av Jordan). Namnet är belagt också på andra ställen i Svenskfinland. I Karis och Ingå finns byar som heter Joddböle, som är en sammansättning av Jodde och ordet böle ’gård, nybygge’.

### 1500- och 1600-talet
Byn nämns första gången 1537, i den äldsta bevarade skatteboken. Då fanns tre bönder: Nils Persson, Mats Olofsson och Per Olofsson. Tre gårdar har byn haft också i fortsättningen. Någon enstaka gång redovisas fyra eller två bönder, men det torde bara ha varit tillfälligt eller bero på något misstag.
Under 1500-talet verkar förhållandena i Jyddö ha varit lugna. Bönderna sitter ofta länge på gårdarna, som för det mesta förefaller ha övertagits av barnen. De sista åren på 1500-talet och början av 1600-talet var en tung tid för Föglöborna, som drabbades av såväl missväxt som det pågående krigets härjningar. Många gårdar blev öde, särskilt i Degerby och byarna däromkring. Vargskär verkar ha klarat sig bättre, dock med undantag av Jyddö. Redan omkring 1595 förefaller Norrgård ha lämnats öde, runt 1601 också Östergård. Norrgård verkar ha återbefolkats omkring 1608 och Östergård 1616 (men verkar också ha varit bebodd en tid omkring 1610). Även om Västergård finns noteringar om att gården en tid var öde. 
Boskapslängderna från början av 1620-talet ger intrycket att Jyddö inte var särskilt välmående jämfört med de andra byarna i Vargskär. Jyddöbönderna hade 1622 inte fler än 16 kor tillsammans (två bönder hade sex kor och en hade fyra). Så få hade ingen annan bonde i Vargskär. Genomsnittet på övriga gårdar var elva kor. Bänöbonden och en bonde i Ulversö och en i Nötö höll sig med mellan 14 och 16 kor. Detta tyder på att Jyddö vid denna tid inte riktigt hade återhämtat sig efter problemen i början av 1600-talet.
Den första beskrivningen av Jyddö ges i 1661 års jordebok: ”Här i byn är ringa brännvedskog och mulbete, ett vind- eller strömmingsnotvarp, fjällfiskedräkt till nödtorften, skötläggning en mil i havet, humlegårdar till några stänger för varje bonde”. Med andra ord: Tillgången på ved och bete betecknades som ”ringa”, vilket kan jämföras med Bänö, Nötö och Ulversö som hade tillräckligt med både ved och bete, medan Överö hade tillräckligt bete men liksom Jyddö brist på brännved. Fisket var viktigt för Jyddöborna. På byns egna vatten fanns ett strömmingsnotvarp och möjlighet att fånga fjällfisk. Ute i havet fiskade byborna strömming med skötar (nät).

### Livet i byn på 1770-talet
Den första kartan över Jyddö upprättades 1773–74. Lantmätaren Adolph Robert Helleday ger en utförlig beskrivning av böndernas villkor. De ägnade sig i huvudsak åt jordbruk och fiske. Jordbruket var mest inriktat på boskapsskötsel,  fisket på strömmingsfångst. Varje hemman kunde årligen salta in och sälja tre tunnor strömming. Bönderna kunde också avyttra några lispund ost och en del kreatur på sina resor till Stockholm. Detta var de enda inkomster de hade för att betala kronoutlagorna (skatterna) och bekosta inköp av spannmål, hö, halm, salt, timmer, näver, gärdsle, stör, lin och hampa samt annat de behövde.
Någon direkt skog fanns inte i Jyddö. I ängarna på hemlandet växte björk, al, ek samt en del hassel, ask och asp liksom enbuskar. På Ön och holmarna björk, al och en. Alen och enbuskarna gav ved att elda med, men timmer (till hus) samt gärdsel och stör (till gärdsgårdar) köptes från andra byar.

### Osttillverkning
Osttillverkningen som nämns på 1700-talskartan var en näring som Föglöbor och kanske särskilt invånarna i Vargskär samt i Husö i Sottunga var kända för. Osten exporterades såväl till Stockholm som till Åbo. När Weckström sammanställde sitt geografiska lexikon i början av 1850-talet noterade han om Jyddö: ”Här tillverkas ost.”
Osten kallades för det mesta Ålandsost, ibland Föglöost. Åboprofessorn Per Adrian Gadd skrev 1759 att den ”täflar ofta med mången Parmesanost om företrädet”, medan geografen och lantbrukaren Eric Tuneld var lite mer återhållsam och konstaterade 1773 att osten från Åland var en av de bästa som tillverkades i Sverige.

### Befolkningsutveckling
| Befolkningsutvecklingen i Jyddö 1970–2020 | Befolkningsutvecklingen i Jyddö 1970–2020 | Befolkningsutvecklingen i Jyddö 1970–2020 | Befolkningsutvecklingen i Jyddö 1970–2020 | Befolkningsutvecklingen i Jyddö 1970–2020 |
| ----------------------------------------- | ----------------------------------------- | ----------------------------------------- | ----------------------------------------- | ----------------------------------------- |
|                                           |                                           |                                           |                                           |                                           |
| År                                        |                                           |                                           | Folkmängd                                 |                                           |
| 1970                                      | 1970                                      |                                           | 19                                        |                                           |
| 1980                                      | 1980                                      |                                           | 14                                        |                                           |
| 1990                                      | 1990                                      |                                           | 12                                        |                                           |
| 2000                                      | 2000                                      |                                           | 13                                        |                                           |
| 2010                                      | 2010                                      |                                           | 9                                         |                                           |
| 2020                                      | 2020                                      |                                           | 7                                         |                                           |
|                                           |                                           |                                           |                                           |                                           |

## Vargskärsgården
I byn finns samlingslokalen Vargskärsgården (visa på karta), som ägs av drivs av den ideella föreningen Vargskärs byalag r.f. Vargskärsgården uppfördes 1910 som skolhus för klasserna I–VII. Skolan startade 1912 som Vargskärs folkskola, men namnet ändrades senare till Jyddö skola. Byalaget hyrde skolhuset från 1975 och fick 1983 köpa tomt och byggnader av kommunen.

## Jyddö naturstig

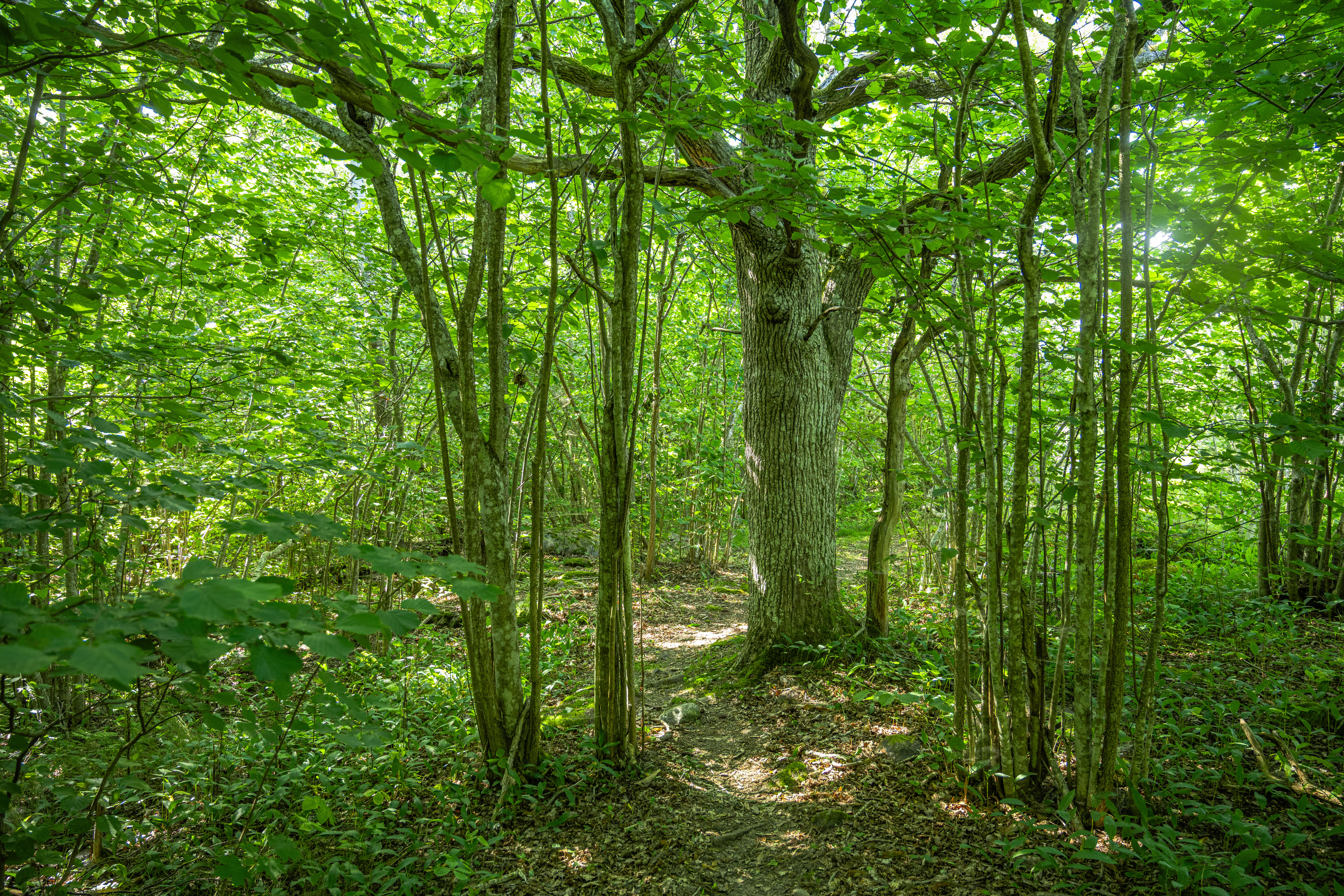
Jyddö naturstig. 28 juli 2025.

Jyddö naturstig är en fem kilometer lång vandringsled runt delar av ön med start vid telefonmasten. Sevärt är fågellivet, lövträdsbestånden och en del sällsynta växter liksom utsikten från Jyddö bötesberg. Vid vandringsleden finns ett tio meter högt fågeltorn. Det finns också en ”slogbod” nära telefonmasten, där man kan grilla och njuta av naturen invid vattnet. Stockbord finns på flera ställen längs leden.

## Hemmanen
Det har funnits tre hemman i Jyddö. I jordeböckerna ges de omkring 1730 nummer (1–3). Från 1830 är de också antecknade med namn. 
- 1, Västergård, har alltid var ett skattehemman, har namn efter läget i byn. I dagligt tal kallas gården av okänd anledning Grannas. Grannas brukar gårdar heta som ligger mellan andra gårdar i byn (som Mellangård och Nästgård), men det gör inte Västergård. För inte så länge sedan var gårdens namn i dagligt tal Larsas efter bonden Lars Larsson (1708–1787).[12]
- 2, Östergård, ursprungligen ett skattehemman, låg öde ett antal år i början av 1600-talet och blev ett kronohemman på grund av obetalda skatter. Gården skattköptes den 29 september 1773 bonden Mats Mattsson (1724–1774). Östergård har namn efter läget i byn.[13]
- 3, Norrgård, låg blev liksom Östergård öde ett antal år i början av 1600-talet och blev ett kronohemman på grund av obetalda skatter. Gården skattköptes den 10 februari 1814 av bondeänkan Maria Eriksdotter (1771–1833). Norrgård har namn efter läget i byn.[14]

## Holmar och skär

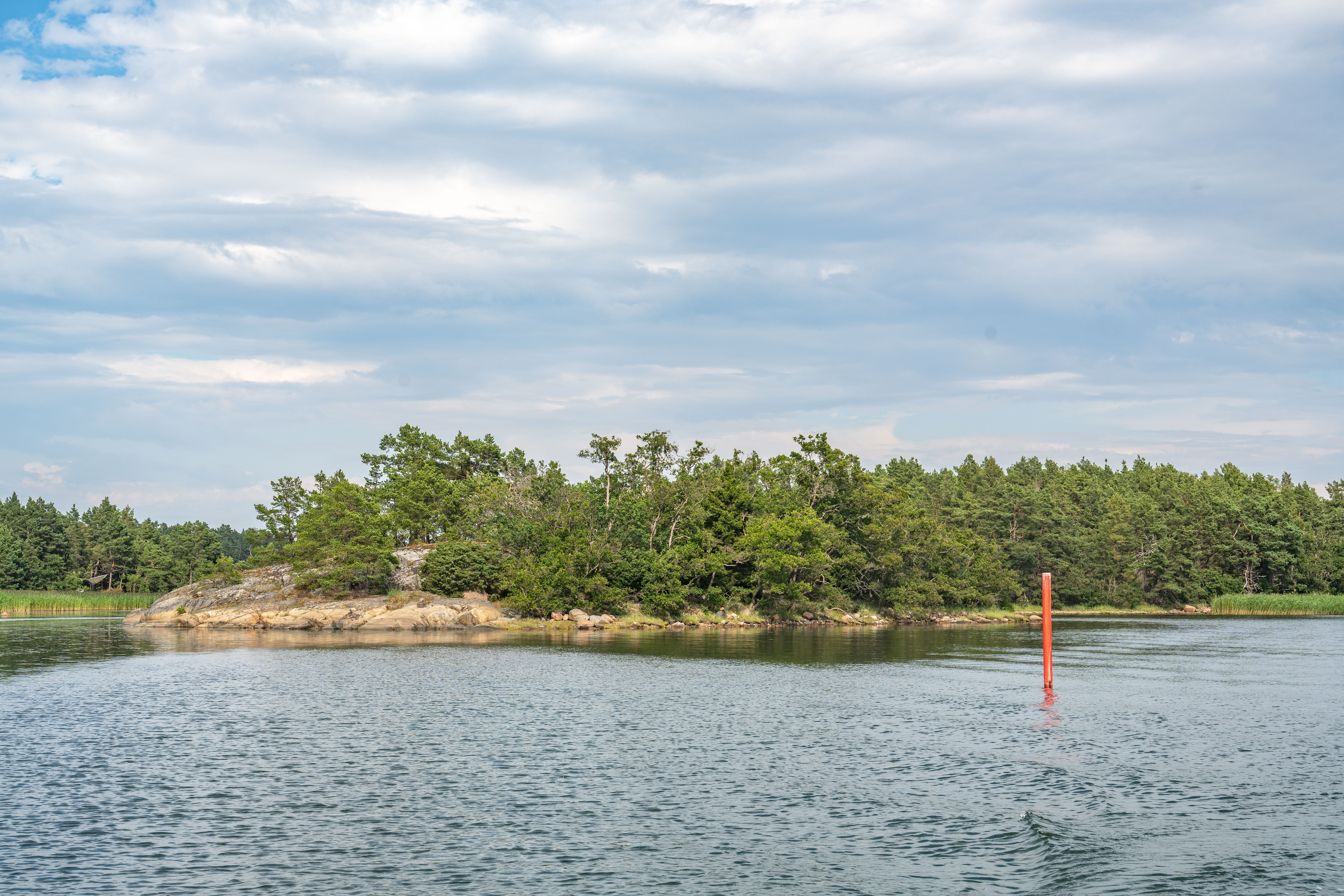
Den lilla Embarskobb som gett namn åt Embarsund. 23 juli 2025.

Bland större holmar och skär som hör till byn Jyddö märks:
- Bergskär (visa på karta), största längd 280 meter, obebyggd.
- Delholm (visa på karta), bebodd under 1900-talet, se Delholm.
- Embarskobb (visa på karta), liten kobbe som gett namn åt Embarsund, se Embarsund.
- Jyddö ön (Ön) (visa på karta), större före detta betesholme söder om Jyddö hemland, se Jyddö ön.
- Koskär (visa på karta), 2,5 hektar, största längd 230 meter, obebyggd, belägen i Koskärsfjärden väster om Jyddö.
- Lillängö (visa på karta), största längd 190 meter, ligger vid Överösundet mellan Överö och Jyddö och har genom landhöjningen växt samman med Jyddö hemland. På Lillängö finns Vargskärs byalags festplats med dansbana. Där har danser arrangerats sedan 1940-talet. Storhetstiden var på 1980- och 1990-talen. Rekord slogs på midsommarafton 1990 med över 2000 besökare på den svårtillgängliga lilla holmen. Numera lockar dans i sommarkvällen till orkester inte längre på samma sätt som förr och Lillängö-eran går sannolikt mot sitt slut.[16] Vargskärs midsommarstång fanns på Lillängö från mitten på 1940-talet fram till 2022, då den restes för sista gången för att sedan flyttas till Vargskärsgården.
- Mellanören (visa på karta), största längd 180 meter, obebyggd, har genom landhöjningen växt samman med Söderören.
- Norrören (visa på karta), största längd 140 meter, obebyggd.
- Söderören (visa på karta), största längd 190 meter, obebyggd, har genom landhöjningen växt samman med Mellanören.

## Bilder

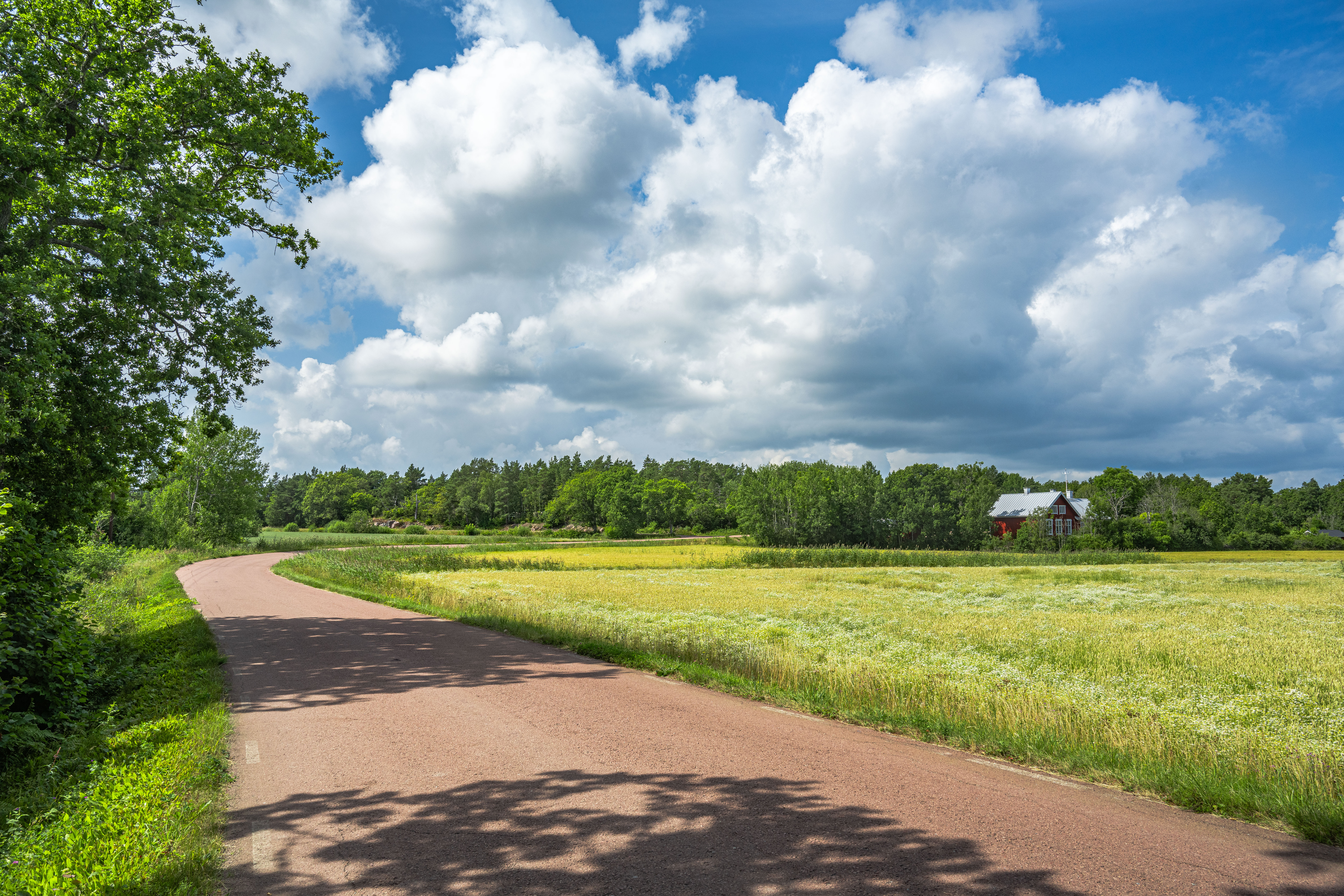
Landsvägen mot Överö.
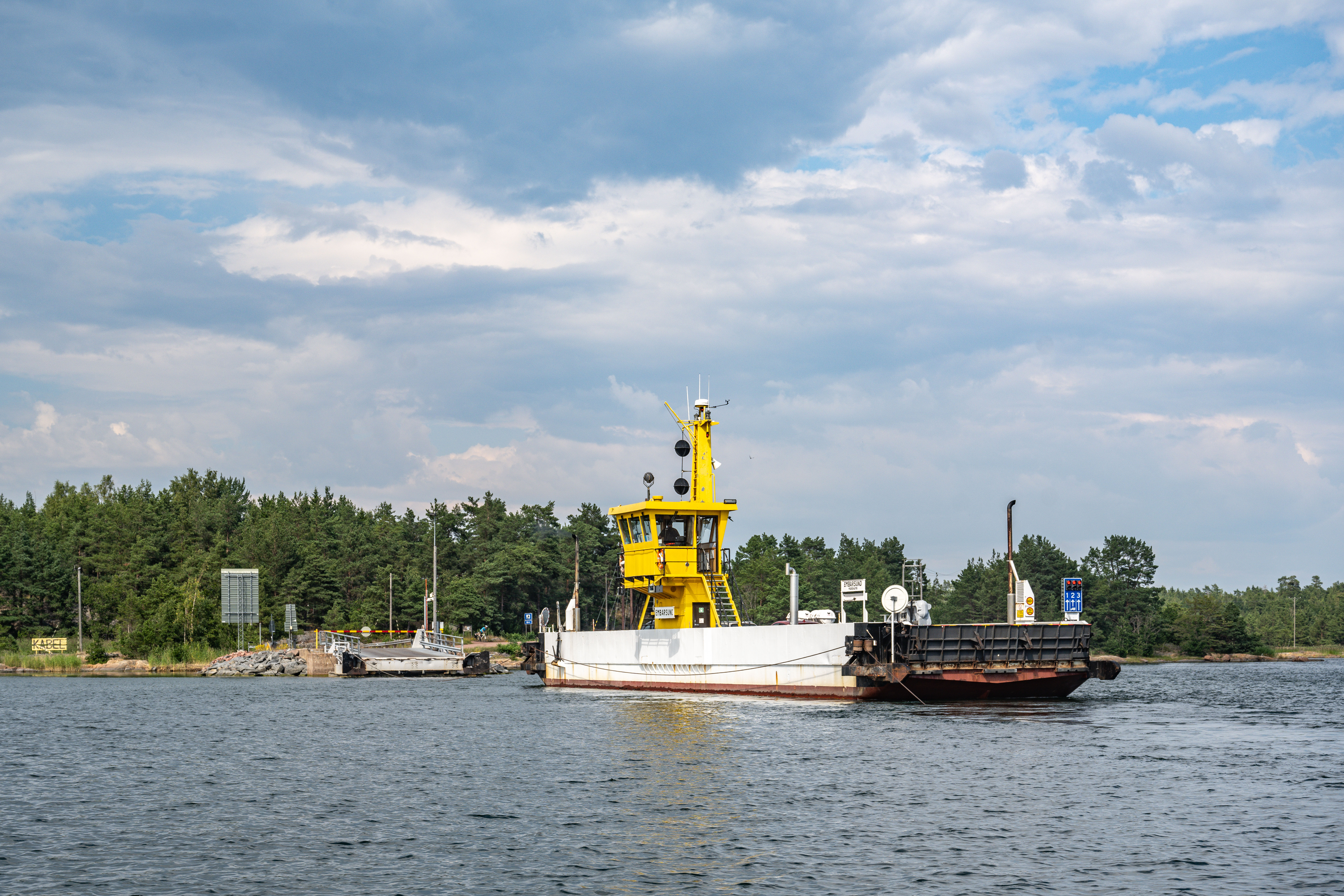
Embarsundsfärjan på Jyddösidan.
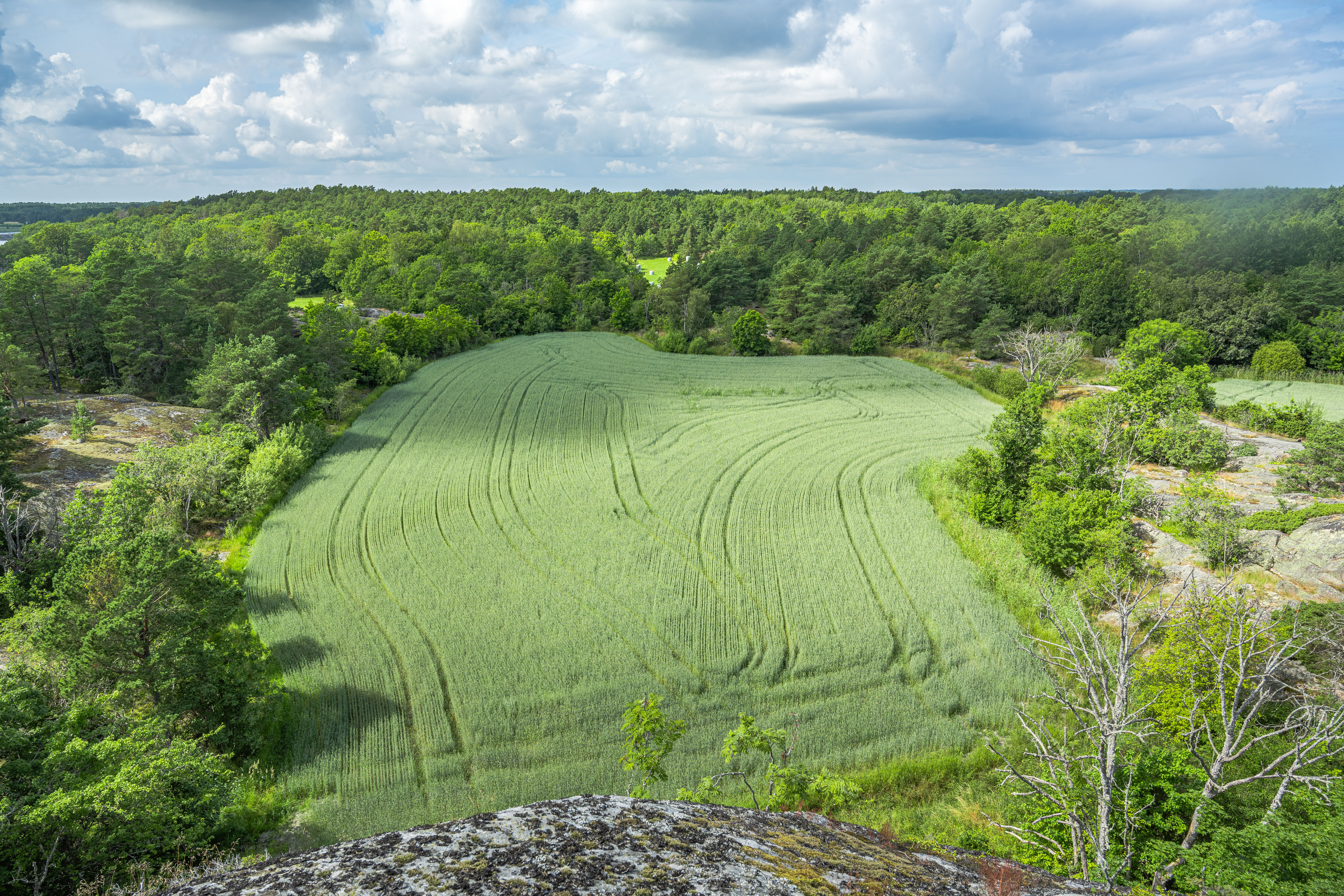
Utsikten från högsta berget.
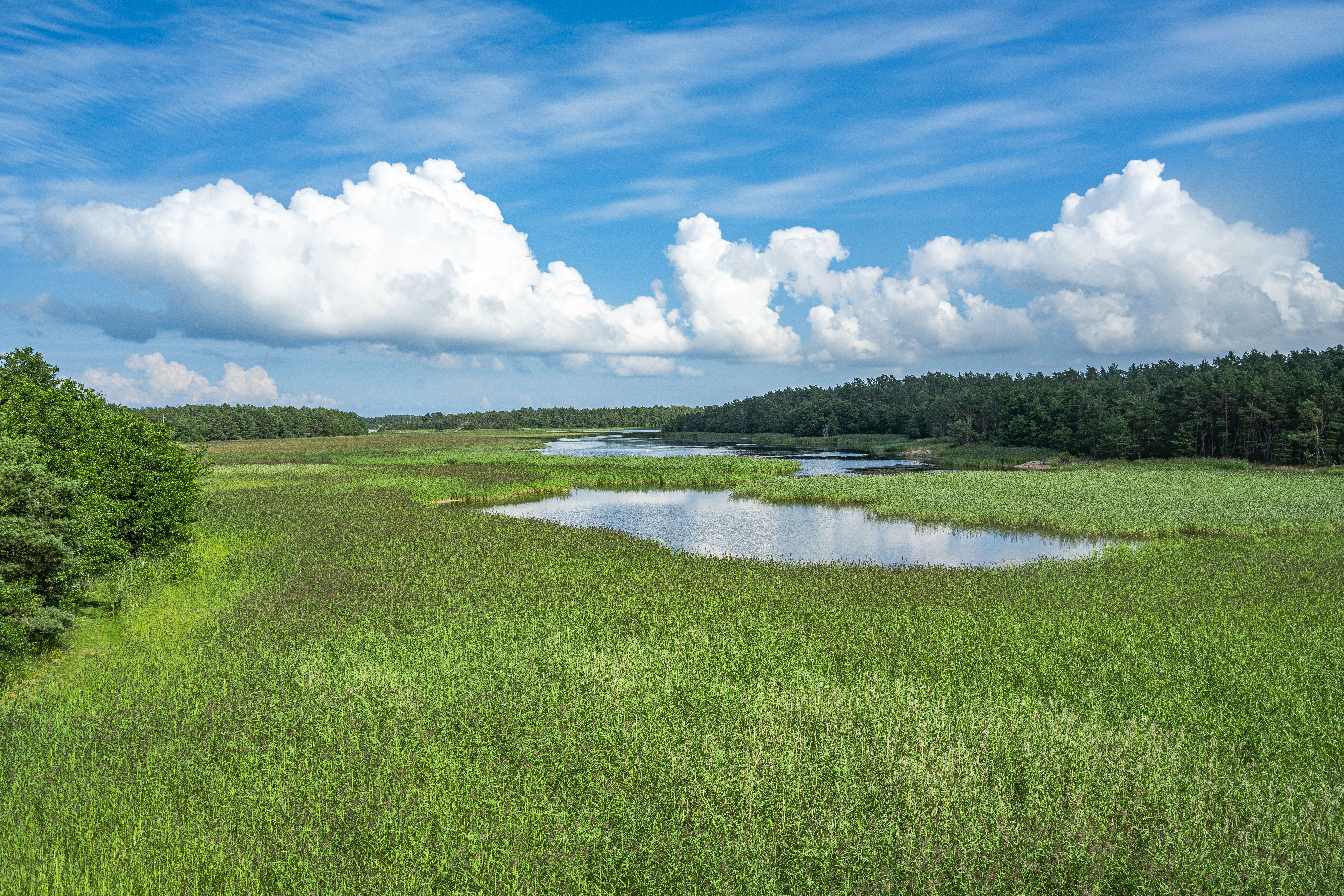
Södersundet från fågeltornet.